# Imma macrochorda
Imma macrochorda is een vlinder uit de familie van de Immidae. De wetenschappelijke naam van de soort is voor het eerst geldig gepubliceerd in 1967 door Alexey Diakonoff.